# 黄溪村
黄溪村是中华人民共和国广东省广州市从化区太平镇所辖的一个行政村。村委会设在黄溪，位于太平圩西北面约5千米。1958年人民公社化时成立黄溪大队，因驻黄溪自然村得名。1983年12月并入水南乡。1987年1月分出改称村。辖1条自然村（黄溪）。1998年时，全村共有215户，人口1067人。